# Bracon cingulum
Bracon cingulum är en stekelart som beskrevs av Herrich-Schäffer 1840. Bracon cingulum ingår i släktet Bracon och familjen bracksteklar. Inga underarter finns listade.